# Hainan-Riesengleithörnchen
Das Hainan-Riesengleithörnchen (Petaurista hainana, Syn.: Petaurista philippensis hainana) ist ein Gleithörnchen aus der Gattung der Riesengleithörnchen (Petaurista). Es kommt endemisch auf der chinesischen Insel Hainan vor. Der Artstatus des Hainan-Riesengleithörnchens ist umstritten und in zahlreichen Darstellungen wird es als Unterart dem Indischen Riesengleithörnchen (Petaurista philippensis) zugeordnet.

## Merkmale
Das Hainan-Riesengleithörnchen erreicht eine Kopf-Rumpf-Länge von 40,0 bis 54,0 Zentimetern sowie eine Schwanzlänge von 45 bis 60 Zentimetern. Die Art ist damit innerhalb der Gattung relativ groß. Wie alle Riesengleithörnchen hat es eine große und behaarte Flughaut, die Hand- und Fußgelenke miteinander verbindet und durch eine Hautfalte zwischen den Hinterbeinen und dem Schwanzansatz vergrößert wird. Die Flughaut ist muskulös und am Rand verstärkt, sie kann entsprechend angespannt und erschlafft werden, um die Richtung des Gleitflugs zu kontrollieren.
Das Rückenfell sowie große Teile der dorsalen Gleithaut und die oberen Bereiche der Vorder- und Hinterbeine sind rotbraun mit einer grauen bis schwarzen Sprenkelung, die einzelnen Haare haben eine schwarze Basis und Spitze sowie einen rotbraunen Mittelteil. Die Kopfoberseite, die Kopfseiten und das Kinn sowie der Nacken hinter den Ohren, die unteren Bereiche der Vorder- und Hinterbeine und der buschige Schwanz sind schwarz gefärbt und die grauschwarzen Ohren haben eine weiße Randung. Die Haare der Kehle sind weiß mit schwarzen Spitzen, sodass die Kehle grau bis gräulich weiß ist. Die Bauchseite sowie die Innenflächen der Beine und die Unterseite der Gleithaut sind weiß., wobei die Haare teilweise eine graue Basis haben.

## Verbreitung
Das Hainan-Riesengleithörnchen kommt nur auf der chinesischen Insel Hainan vor und ist demnach dort endemisch.

## Lebensweise
Über die Lebensweise des Hainan-Riesengleithörnchens liegen nur sehr wenige Informationen vor. Wie alle Arten der Gattung ist es strikt baumlebend und nachtaktiv und ernährt sich wahrscheinlich vor allem von Blättern und anderen Pflanzenteilen. Wie alle anderen Flughörnchen ist auch diese Art in der Lage, weite Strecken gleitend zurückzulegen, indem es von einem Baum abspringt.

## Systematik
Die wissenschaftliche Erstbeschreibung des Hainan-Riesengleithörnchens stammt von Glover Morrill Allen aus dem Jahr 1925, der die Art unter dem heute gültigen Namen Petaurista hainana aus Nam Fong auf der chinesischen Insel Hainan beschrieb.
Der Artstatus des Hainan-Riesengleithörnchens ist umstritten und in einigen Systematiken wird es als Unterart des Indischen Riesengleithörnchen (Petaurista philippensis) geführt. In Jackson & Thorington 2012 und später im Handbook of the Mammals of the World von 2016 wird es dagegen als eigenständige Art behandelt und in die Gattung der Riesengleithörnchen (Petaurista) eingeordnet. Andrew T. Smith und Yan Xie stellten 2009 heraus, dass das Hainan-Riesengleithörnchen wahrscheinlich eine eigenständige Art ist. Sie beziehen sich damit auf die Ergebnisse molekularbiologischer Untersuchungen von Yu et al. 2006, wonach diese Art gemeinsam mit einigen weiteren als eigenständig betrachtet werden sollten. Bestätigt wurde dieses Ergebnis durch weitere Arbeiten von Li et al. 2013.

## Bestand, Gefährdung und Schutz
Das Hainan-Riesengleithörnchen wird von der International Union for Conservation of Nature and Natural Resources (IUCN) bislang nicht als eigenständige Art gelistet. Der Status der Population auf Hainan ist weitgehend unbekannt.

## Belege
1. 1 2 3 4 5 6 7 8  J.L. Koprowski, E.A. Goldstein, K.R. Bennett, C. Pereira Mendes: Hainan Giant Flying Squirrel Petaurista albiventer. In: Don E. Wilson, T.E. Lacher, Jr., Russell A. Mittermeier (Hrsg.): Handbook of the Mammals of the World: Lagomorphs and Rodents 1. (HMW, Band 6) Lynx Edicions, Barcelona 2016, ISBN 978-84-941892-3-4, S. 775–776.
2. ↑  Petaurista philippensis In: Richard W. Thorington Jr., John L. Koprowski, Michael A. Steele: Squirrels of the World. Johns Hopkins University Press, Baltimore MD 2012; S. 119–122. ISBN 978-1-4214-0469-1
3. 1 2  Indian Giant Flying Squirrel. In: Andrew T. Smith, Yan Xie: A Guide to the Mammals of China. Princeton University Press, 2008; S. 179. ISBN 978-0-691-09984-2.
4. ↑  Stephen M. Jackson, Richard W. Thorington Jr.: Gliding Mammals: Taxonomy of Living and Extant Species. Smithonian Contributions to Zoology 638, Smithonian Institution Press, Washington D.C. 2012; S. 57.
5. ↑  Farong Yu, Fahong Yu, Junfeng Pang, C. William Kilpatrick, Peter M. McGuire, Yingxiang Wang, Shunqing Lu, Charles A. Woods: Phylogeny and biogeography of the Petaurista philippensis complex (Rodentia: Sciuridae), inter- and intraspeciWc relationships inferred from molecular and morphometric analysis. Molecular Phylogenetics and Evolution 38 (3), März 2006; S. 755–766. doi:10.1016/j.ympev.2005.12.002
6. ↑  Song Li, Kai He, Fa-Hong Yu, Qi-Sen Yang: Molecular Phylogeny and Biogeography of Petaurista Inferred from the Cytochrome b Gene, with Implications for the Taxonomic Status of P. caniceps, P. marica and P. sybilla. PLOS ONE, 16. Juli 2013 doi:10.1371/journal.pone.0070461